# Caribea
Caribea é um género botânico pertencente à família Nyctaginaceae.